# Museo della civiltà contadina Rodolfo e Luigi Sessa
Il Museo della Civiltà Contadina "Rodolfo e Luigi Sessa", comunemente noto come Il Museo di Mirabello, ha sede nello storico Palazzo Sessa Aldrovandi a Mirabello, una frazione Terre del Reno in provincia di Ferrara. Esso è dedicato alla presentazione della storia del territorio attorno a Mirabello (grosso modo l'Alto Ferrarese) e alla conservazione della cultura e della civiltà materiale della sua gente.

## L'idea
La campagna che si estende attorno a Mirabello non presenta, a chi la guardi con occhio superficiale, alcuna caratteristica che la differenzi dalle altre terre della bassa padana. Si direbbe che questo paesaggio si sia sempre presentato come appare oggi: un’ordinata scacchiera di poderi, coltivati con amore ed esperienza; una rete di strade, fiancheggiate da canali e da scoli; un succedersi di case isolate, di cascinali, di borgate tranquille. Studiando la sua la storia, ci si rende però conto di quante e quali trasformazioni, determinanti per il modo di essere e di vivere della sua gente, questo paese e il suo ambiente abbiano subito col trascorrere dei secoli.
Per primi, negli anni ’80, Carlo Bione, Franco Rinaldi, e Ermanno Carletti iniziarono a indagare per rintracciare le testimonianze di tali mutamenti. Analizzarono con pazienza i documenti negli archivi; ripercorsero e lessero il territorio nelle sue strutture (alberature, canali, argini, strade e manufatti); interrogarono quanti ancora ricordavano nozioni utili, ormai prossime ad essere dimenticate; rintracciarono quegli oggetti, quelle espressioni idiomatiche, quelle prove testimoniali ancora capaci di tramandarci una storia e una cultura oggi quasi dimenticate.
Trent’anni più tardi, sulla base del loro lavoro pioneristico, è stato creato il Museo della Civiltà Contadina, Rodolfo e Luigi Sessa, dedicato a Rodolfo e Luigi Sessa, due milanesi che hanno amato questa terra e ad essa hanno dedicato una larga parte della loro attività.
Il Museo è vivo: è stato ed è fatto dalla gente che abita il territorio di Mirabello, che ha messo a disposizione gli oggetti delle esposizioni, ma soprattutto la propria memoria: fornendo i nomi (in dialèt) degli oggetti esposti e la descrizione del loro uso, riferendo leggende, canti popolari, filastrocche, scioglilingua, memorie di eventi e quei racconti che si tramandavano nelle veglie nelle stalle.  Scopo del Museo è, infatti, raccogliere e conservare storia e memoria della civiltà degli uomini e delle donne che hanno plasmato l'Alto Ferrarese. E occorre farlo al più presto, prima che le sue ultime tracce svaniscano, assieme agli ultimi che la vissero. Prima cioè che su di essa scenda il buio. Per questo il Museo è non solo fisico ma anche virtuale.

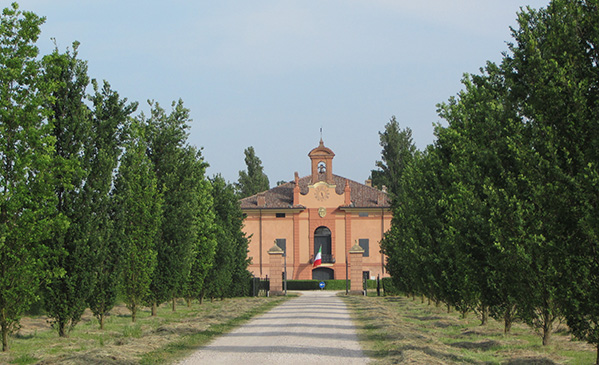
Il viale di accesso al museo

Dopo una lunga preparazione il Museo è stato inaugurato nel 2011, ma subito chiuso perché il sisma del 2012 ha gravemente danneggiato il Palazzo Sessa Aldrovandi. È stato riaperto solo alla fine del 2013.

## Le Sezioni
Il Museo si articola in quattro sezioni: il Territorio, l'Uomo, i suoi Strumenti e Tradizioni. Le prime due descrivono la storia, le ultime due la cultura, di quella piccola porzione di mondo (compreso nella zona tra il Panaro, Ferrara e Poggio Renatico) attorno a Mirabello: a prima vista un nulla, ma quale ricchezza e complessità si rivela se ci si sofferma a osservarlo con curiosità!
Le prime due sezioni sono una riedizione ampliata e arrichita della mostra Mirabello: Il territorio e l’uomo realizzata a Mirabello negli anni '80 da Franco Rinaldi e per questo sono a lui dedicate. La terza è dedicata a Amedeo Gilli, a cui si deve la raccolta e il restauro della maggior parte dei pezzi esposti.

### Il territorio

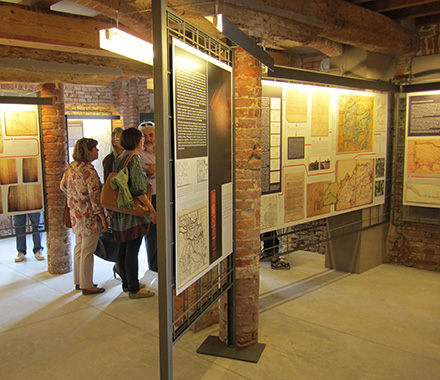
Una vista della sezione il Territorio

Sin dai tempi più remoti, il territorio anzidetto fu condizionato e trasformato dal disordinato divagare delle acque che scendevano dalle Alpi e dall'Appennino. Queste, sommergendo le terre durante le piene, lasciandole riemergere durante le magre, ne provocarono ora l’impaludamento, ora l'innalzamento, con il deposito di detriti e torbide. In epoca romana la regimazione dei fiumi ne bonificò ampie plaghe in cui fiorirono centri abitati. Con la caduta dell'impero romano e il conseguente abbandono della bonifica, la zona tornò ad essere una successione di paludi, valli e cordoli sabbiosi delimitanti i pigri corsi dei fiumi, che, piena dopo piena, vagavano per il territorio; il territorio ritornò cioè alla sua condizione originaria. Con il rifiorire della civiltà, riprese la lotta dell'uomo contro le acque: le paludi vennero bonificate e i fiumi stretti tra argini, per proteggere le terre faticosamente recuperate dalle loro piene. Dati i mezzi allora disponibili, raggiungere questo scopo non fu facile e lunghi secoli trascorsero prima che il progetto agognato fosse realizzato. La lotta fu lunga e tenaci gli avversari, il Reno in particolare.
In dieci grandi pannelli, con l'ausilio di mappe e documenti, la sezione riscostruisce questa lunga vicenda, fornendo al contempo un quadro delle strade, delle vie di navigazione, delle torri e dei cippi che furono posti dagli Stati per affermare la loro sovranità sul territorio e per poter riconoscere i rispettivi confini dopo le frequenti esondazioni. 

### L'uomo
Sino al secolo XIII, tra boschi, canneti e acque stagnanti, solo poche capanne e qualche casupola si stagliavano sulla desolata linea dell'orizzonte di quello che diverrà il territorio di S. Agostino di Sotto (oggi Mirabello); ma allora del paese non c’era ancora traccia alcuna. Per secoli, riferendosi a quelle terre, si parlò solo di valli e di boschi. Quando però, con il procedere delle regimazioni e della bonifica, le acque si ritirarono, gli abitanti delle borgate vicine incominciarono a interessarsi a esse.
La sezione descrive lo stato dei primi abitatori e il progressivo insediarsi delle famiglie dell'aristocrazia urbana che diedero vita a grandi proprietà. Tra queste un'attenzione particolare è dedicata all'Impresa e al suo proprietario, il Cardinale Pompeo Aldrovandi (1668-1752), a cui si deve l'allontanamento del Reno dal territorio di Mirabello, che un tempo attraversava, e la colmata delle limitrofe paludi, pur se conseguì lo scopo con metodi a dir poco discutibili. La sezione si chiude con un insieme di immagini di lavoro e di volti che ricordano tutti coloro che hanno vissuto e lavorato in queste terre nel corso dei secoli.

### Gli strumenti

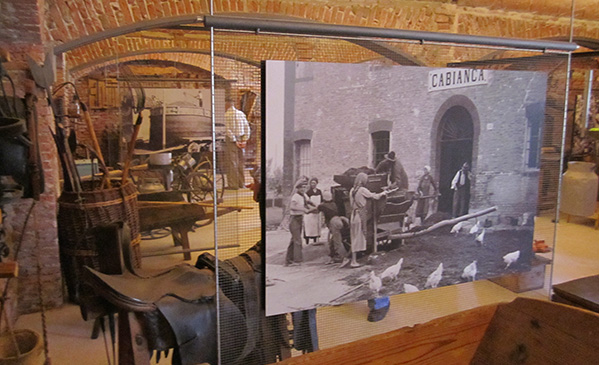
Una vista della sezione Strumenti

La trasformazione che il territorio e l’ambiente di Mirabello hanno subito attraverso i secoli è il frutto di una lotta plurisecolare contro una natura ostile, condotta da generazioni di lavoratori. Essi supplirono alla inadeguatezza degli attrezzi di cui disponevano e alle difficoltà della vita con la loro genialità e con la fatica delle loro schiene e delle loro braccia.  Grazie all’intuito riuscirono, col tempo, a rendere quegli attrezzi sempre più  efficienti. In sette grandi sale è esposta una raccolta ragionata di mezzi di trasporto, strumenti, attrezzi e oggetti della vita domestica e del lavoro dei campi, che forniscono un quadro della civiltà contadina nella prima metà del secolo scorso: una civiltà la cui memoria non deve andare dispersa, perché fu una civiltà di cui essere orgogliosi. 
L'uso e le idee da cui questi strumenti nacquero è raccontata da testimoni nei video della pagina Gli strumenti raccontano del sito web del museo.

### La tradizione

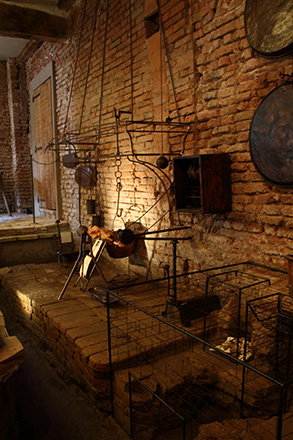
La cucina del Cardinale Aldrovandi

La cultura di una civiltà non è costituita solo di cose materiali ma anche di conoscenze, credenze, canti e tradizioni che si esprimono in una lingua. È su questa parte della coltura contadina, forse ancor di più che su quella materiale, che sta per calare il buio. Prima che ciò accada il Museo tenta di registrane i pochi frammenti che ancora ne sopravvivono nella memoria di alcuni,  per conservarne e tramandarne il ricordo.  Per questo è stata creata la sezione Tradizione nel sito web del museo. Essa costituisce dunque la quarta sezione del museo: una sezione priva di sale, perché le parole e le immagini non necessitano di sale per essere presentate, ma di pagine.
La sezione è in continua crescita e sviluppo, grazie agli apporti della comunità di Terre del Reno: la memoria è infatti un fatto sociale, nessuno la possiede integralmente ma ognuno ne ha un frammento. Raccogliendoli assieme, con pazienza, potremo piano piano ricostruirne l'immagine.
Occorre infine ricordare il Palazzo Sessa Aldrovandi, sede del Museo: esso stesso è un prodotto della storia di questo territorio; non è quindi solo un mero contenitore, ma uno, e non l'ultimo, degli oggetti in mostra.

## Visite
Il museo è aperto su prenotazione. L'ingresso è libero.